# The American Tetralogy
 (mai 2016).
Si vous disposez d'ouvrages ou d'articles de référence ou si vous connaissez des sites web de qualité traitant du thème abordé ici, merci de compléter l'article en donnant les références utiles à sa vérifiabilité et en les liant à la section « Notes et références ».
 Pour plus de détails, voir Fiche technique et Distribution
The American Tetralogy est une quadrilogie de longs métrages du réalisateur Philippe Terrier-Hermann.
Tournés les uns à la suite des autres les films sortent respectivement à un an d'intervalle : 2011, 2012, 2013 et 2014. Ils racontent les destins croisés de plusieurs familles (notamment la famille Walker) vivant dans le même quartier de West Hollywood en Californie. Chaque film commence le même jour avec une année de décalage. La plupart des protagonistes sont présents ou au moins mentionnés dans l'ensemble des films mais ils ne sont pas toujours mis en avant, chaque long métrage mettant le point sur différents personnages.
Abordant les thèmes de l'amour et de la famille, elles dépeignent un portrait de la classe sociale aisée américaine qui, par ennui ou esprit de vengeance, se détache de toute humanité et plonge lentement mais sûrement dans une violence physique mais aussi mentale.

## Synopsis

### Hold in Mind
Hold in Mind (La mémoire emprisonnée) raconte l'histoire d'amour entre Rose Mc Daniel (Ashley Hinshaw), Max Walker (Douglas Booth) et Andrew Gavrilla (Guy Bernet). Au cœur de l'été, avant leur entrée à la faculté, les trois jeunes gens entretiennent une relation secrète. En même temps, le corps de Nadine Elmond (Nana Aqyapong) est retrouvé sans vie non loin de là. Le quartier devient alors un lieu obscur et dangereux.  Andrew est soupçonné et arrêté. Le trio amoureux alors séparé ne tient plus debout. Rose et Max se disputent (elle est convaincue de l'innocence d'Andrew et lui le voit coupable). Elle le quitte au milieu de la nuit. Le lendemain matin elle est retrouvée morte. Max rongé par les remords mènera l'enquête et découvrira que c'est son frère Nate (Aurélien Wiik) qui est en fait le meurtrier. Il tente de prévenir la police, son frère l'en empêche en le noyant dans la piscine. Leur mère Kate (Francisca Viudes) assiste de loin à la scène et livre son fils à la police.

### His Hold
His Hold (Son emprise) est la suite du film précédent. Les événements se situent un an après les meurtres de West Hollywood. Finnegan Walker (Andy Gillet), le frère de Max et Nate revient de son année d'étude en France. Loin de Los Angeles il a fui toute l'histoire dans laquelle sa famille fut plongée. Il retrouve les habitants du quartier et notamment Alina Gavrilla (Sharon Stone). Ils tombent amoureux l'un de l'autre. Commence alors un jeu malsain entre eux deux. Usant de son charme le jeune homme se plie aux exigences d'Alina. Elle le force à séduire les sœurs Fermann (Clara Bellar, Katerina Moutsatsos  et Alexandra Kavetz) simplement pour le jeu. La situation devient de plus en plus instable et dangereuse. La tante de Finnegan, Marian (Mamie Van Doren) intervient pour tenter de redonner raison à son neveu et  progressiment, Finnegan se détache d'Alina. Cependant cette dernière ne compte pas le laisser partir si facilement. Dans une dernière tentative pour le récupérer elle tentera de feindre son propre suicide, malheureusement la fausse tentative n'en est pas une.

### Hold On
Dans Hold On (Prisonniers), un an après l'histoire de His Hold, on retrouve Finnegan Walker (Andy Gillet) qui a quitté West Hollywood et vit maintenant avec ses grands-parents (Marshall Bell et Nicole Garcia). L'on découvre alors Kim Fermann (Roxane Mesquida) , la fille de Nancy Fermann, qui quitte son futur mari le jour du mariage et qui rencontre peu après Alec (Gaspard Ulliel), jeune homme un peu perdu en partie en cause de la dépression de sa mère, due à la mort de sa sœur Rose. Alec vit seul avec son père, Tim Mc Daniel (Cy Carter), employé de Martin Walker. Apparait également Anna Richmond (Stéphanie Sokolinski) toute nouvelle résidente à Los Angeles. Lors d'un repas d'anniversaire, tout le monde se rencontre dans le maudit quartier West Hollywood. Martin et Anna commencent alors une relation adultère. Finnegan finira par tout découvrir et avoue tout à sa grand-mère qui folle de rage, tente d'écraser Anna qu'elle croise en voiture, cette dernière est sauvée part Alec qui la pousse et est heurté à sa place.

### Hold Back
Hold Back (Lâcher prise) est le dernier volet de la quadrilogie The American Tetralogy. C'est le seul de la saga qui ne prend pas place à Los Angeles. Loin de la ville, Kim (Roxane Mesquida) essaie de se remettre de la mort d'Alec (Gaspard Ulliel), elle rencontre par hasard Finnegan (Andy Gillet) qui fuit lui aussi la ville et tous ses problèmes. Malgré tout ce qui les sépare, ils tombent amoureux. Sur leur trace, Tim (Cy Carter) aidé par Molly et son mari Aidan Richmond (Jo Kelly et Carlos Léal) tente de retrouver Finnegan pour se venger du mal qu'il a infligé à leur famille. Ils engage Adam (Sebastien Tilinger), un homme étrange vivant seul dans une caravane, pour le tuer. Après plusieurs jours de rechercher Adam fini par les retrouver. Heureusement à ce moment-là Kim est seule, une discussion a lieu entre Tim et Kim. Ce dernier lui annonce qu'il renonce à sa vengeance. Cependant Andrew est de plus en plus obsédé par Kim, qu'il finit par ravir. Cette histoire prenant des proportions beaucoup trop grandes ils décident tous de partir à la recherche de Kim. Quand ils la trouvent c'est trop tard, elle est morte. On retrouve Finnegan un an plus tard vivant en reclu dans le Colorado.

## Fiche technique
- Titres originaux : Hold in Mind, His Hold, Hold On, Hold Back
- Titres français : La Mémoire emprisonnée, Son emprise, Prisonnier, Lâcher prise
- Réalisation et scénario : Philippe Terrier-Hermann
- Décors : Naomi Shohan
- Costumes : Julie Weiss
- Photographie : Conrad L. Hall
- Montage : Tariq Anwar et Christopher Greenbury
- Production : Bruce Cohen, Dan Jinks, Alan Ball et Stan Wlodkowski
- Sociétés de production : DreamWorks SKG et Jinks/Cohen Company
- Budget : quinze millions de dollars
- Pays d'origine :  États-Unis
- Langue originale : anglais
- Format : couleurs - 2,35:1 - DTS / Dolby Digital / SDDS - 35 mm
- Genre : Drame
- Durée : 122 min, 140 min, 110 min et 139 min

## Distribution
Hold in Mind (La Mémoire emprisonnée)
- Ashley Hinshaw : Rose McDaniel
- Douglas Booth : Max Walker
- Guy Bernet : Andrew Gavrila
- Aurélien Wiik : Nate Walker
- Nana Agyapong : Nadine Elmond
- Francisca Viudes : Kate Walker
- Beatrice Rozen : Heidi McDaniel

His Hold (Son emprise)
- Sharon Stone : Alina Gavrilla
- Andy Gillet : Finnegan Walker
- Mamie Van Doren : Marian Walker
- Clara Bellar : Nancy Fermann
- Katerina Moutsatsos : Nelly Fermann
- Alexandra Kavetz : Nicky Fermann

Hold On (Prisonniers)
- Marshall Bell : Martin Walker
- Nicole Garcia : Dee Walker
- Roxane Mesquida : Kim Fermann
- Gaspard Ulliel : Alec Mc Daniel
- Stéphanie Sokolinski : Anna Richmond
- Cy Carter : Tim Mc Daniel
- Andy Gillet : Finnegan Walker

Hold Back (Lâcher prise)
- Roxane Mesquida : Kim Fermann
- Andy Gillet : Finnegan Walker
- Sébastien Tilinger : Adam
- Cy Carter : Tim Mc Daniel
- Jo Kelly : Molly Richmond
- Carlos Léal : Aidan Richmond

## Production
L'intégralité de la saga est produite par DreamWorks SKG et Jinks/Cohen Company.

## Tournage
Le tournage a eu lieu du 10 juin 2009 au 25 février 2010, à Long Beach, Los Angeles, Sacramento et Torrance notamment. Les films ont été tournés en video.

## Musique
La bande originale du film est composée d'une série de musiques choisies par Philippe Terrier-Hermann et que l'on retrouve dans les quatre films.
- Our love will survive - Wild Belle
- Cocoon - Jack Johnson
- Sexy boy - Air
- One Headlight - The Wallflowers
- One of us - Joan Osborne
- Creep - Radiohead
- The cigarette duet - Princess Chelsea
- Sail - Awolnation
- I love you always forever - Donna Lewis
- Habanera - Vladimir Cosma
- Enjoy the silence - Edward Barrow
- Two little birds - Edward Barrow